# Tricholestes
Tricholestes is een monotypisch geslacht van zangvogels uit de familie buulbuuls (Pycnonotidae).

## Soorten
Het geslacht kent de volgende soort:
- Tricholestes criniger  – Haarrugbuulbuul